# Goodenia arachnoidea
Goodenia arachnoidea är en tvåhjärtbladig växtart som beskrevs av R. Carolin. Goodenia arachnoidea ingår i släktet Goodenia och familjen Goodeniaceae. Inga underarter finns listade i Catalogue of Life.